# Glengyle (Whiskybrennerei)
Glengyle ist eine 1872 von William Mitchell gegründete und 1873 fertiggestellte Whiskybrennerei in Campbeltown, Schottland. Die Brennereigebäude sind in den schottischen Denkmallisten in die Kategorie B einsortiert. Der Betrieb war im 20. Jahrhundert viele Jahrzehnte lang geschlossen. Seit der jüngst erfolgten Wiedereröffnung wird der hergestellte Whisky unter dem Namen Kilkerran vermarktet.

## Geschichte
Die Glengyle-Destillerie entstand als eine Abspaltung von der Springbank-Destillerie am gleichen Ort durch William Mitchell, der ein Sohn des Springbank-Gründers Archibald Mitchell war.
Als in den 1910er Jahren die Whiskybranche von der wirtschaftlichen Depression und der Prohibition in den USA getroffen wurde, musste in der Folge die Destillerie wegen der schlecht laufenden Geschäfte 1919 an West Highland Malt verkauft werden. Nur kurze Zeit später, 1924, wechselte die Brennerei erneut den Besitzer. Dieser fuhr die Produktion der Brennerei nur ein Jahr später herunter und verkaufte die Restbestände des Whiskys.
Ein Versuch von Maurice Bloch, die Brennerei wieder zu eröffnen, wurde aufgegeben, als der Zweite Weltkrieg ausbrach. Bloch besaß zu dem Zeitpunkt zusammen mit seinem Bruder bereits die ebenfalls in Campbeltown beheimatete Brennerei Glen Scotia. Ein zweiter Versuch der Wiederbelebung in den 1950er Jahren durch die Campbell Henderson Ltd. schlug ebenfalls fehl.
Im Jahr 2000 gelang schließlich die Neugründung durch Mitchell’s Glengyle Ltd. Die relativ gut erhaltenen Gebäude der historischen Glengyle-Destillerie, die zwischendurch als landwirtschaftliches Warenlager gedient hatten, wurden renoviert und wieder zu einer Destillerie ausgebaut. Die Brennblasen stammten von der Brennerei Ben Wyvis, die dort nur wenige Jahre im Einsatz waren, bevor sie 1976 geschlossen wurde. Die Brennblasen wurden allerdings für die neuerliche Nutzung umgearbeitet.
Glengyle ist durch die Neugründung auch wieder mit den Betreibern von Springbank verbunden, wird aber als separate Firma geführt. Der Betrieb wird geleitet von Hedley Wright, der auch Springbank leitet; er ist ein Nachfahre des Glengyle-Gründers William Mitchell.

## Produktion
Die Produktion begann 2004 mit der Herstellung des ersten Destillats. Die Brennerei produziert nur zwei Monate im Jahr, was für eine Jahresproduktion von 60.000 Litern ausreicht. Bereits am 5. Mai 2007, also genau nach Ablauf der für Whiskys vorgegebenen Mindestreifezeit von drei Jahren, wurde ein Whisky namens Kilkerran abgefüllt und kann von Besuchern in der Brennerei probiert werden. Die Brennerei ist die erste, die nach der Jahrtausendwende in Schottland (wieder)eröffnet wurde.
Der Whisky der Glengyle-Brennerei trägt nicht den Namen der Brennerei, sondern wird unter dem Namen Kilkerran angeboten. Zur Erklärung wird vorgebracht, dass es eine Tradition in der Region Campbeltown sei, Whiskys nicht mit einem „Glen“, dem gälischen Wort für Tal, im Namen zu versehen. Zudem konnten die Namensrechte nicht erworben werden. Es existiert bereits ein Vatted Malt, der ebenfalls Glengyle heißt.
Seit dem 12. August 2016 gibt es mit dem 12-jährigen Kilkerran den ersten Standardwhisky aus der Glengyle-Brennerei. Der Kilkerran 12yo ist der Nachfolger der WIP-Serie (Work in Progress), anhand derer man die Reifung der Whiskys aus der Campbeltown-Destillerie über die Jahre verfolgen konnte. Der 12-jährige Single-Malt-Whisky soll in Zukunft jährlich erscheinen.